# Marlene (2000)
Marlene ist ein deutscher Spielfilm aus dem Jahre 2000. Der Film erzählt die Lebensgeschichte von Marlene Dietrich und basiert in weiten Teilen auf der von ihrer Tochter Maria Riva geschriebenen Biografie, enthält aber auch fiktive Figuren, die aus dramaturgischen Gründen in die Handlung eingebaut wurden.

## Handlung
Marlene Dietrich lebt mit ihrem Ehemann Rudolf Sieber und Tochter Maria im Berlin der 1920er Jahre. Als Schauspielerin ist sie nur wenig erfolgreich. Als der berühmte Regisseur Josef von Sternberg nach Potsdam kommt, um den Film Der blaue Engel zu drehen, stellt sich auch Marlene einem Kameratest und wird gegen den Willen des Hauptdarstellers Emil Jannings von Sternberg engagiert.
Sternberg ist von der Dietrich begeistert und engagiert sie noch vor der Premiere des Films in die Vereinigten Staaten. Nach der Uraufführung, wo sie als Neuentdeckung gefeiert wird, reist sie mit dem Zug nach Bremerhaven, um mit dem Schiff in die Vereinigten Staaten zu reisen. Während der Dreharbeiten zum blauen Engel hatte sie sich in den adeligen nachmaligen Nazi-Karrieristen Carl Seidlitz verliebt und ihn immer wieder heimlich getroffen. Als sie jetzt im Zug nach Bremerhaven sitzt, geht überraschend die Abteiltür auf: Carl Seidlitz  begleitet sie für eine Liebesnacht bis nach Bremerhaven, wo sie das Schiff in die Staaten besteigt.
In den Vereinigten Staaten führt Sternberg sie in die Hollywoodgesellschaft ein. Ihren nächsten Film soll sie mit Gary Cooper drehen. Auch Cooper erliegt dem Charme der Berlinerin, die mit Marokko endgültig zum Weltstar wird. Während Marlene in Hollywood ihren Ruhm genießt, ergreifen in Deutschland die Nationalsozialisten die Herrschaft. Marlene engagiert sich mit ganzer Kraft für die Amerikaner gegen Nazideutschland durch Auftrittsserien mit ihren Chansons (besonders bekannt: Boys in the backroom, Lili Marleen) vor den Truppen.
Als Marlene nach Kriegsende wieder mit der US Army in die Heimat zurückkommt, muss sie von der Schwester Carls erfahren, dass ihr geheimer Geliebter den Unrechtsstaat des Dritten Reiches erkannt hatte, in den Widerstand gegangen war und kurz vor Kriegsende standrechtlich erschossen wurde.
Die Schlussszene zeigt Marlene in hautengem Kleid und weißer Pelzstola, wie sie Sag' mir, wo die Blumen sind singt.

## Hintergrund
Marlene Dietrichs geheimer Geliebter Carl Seidlitz ist eine fiktive Figur. Leitmotivisch für Marlenes und Carls Liebe und Marlenes soziales Engagement stehen die gemeinsam zitierten Gedichtzeilen von Ferdinand von Freiligrath: „… und Liebe hegt, und Liebe trägt, solang Dir noch ein ander Herz in Liebe warm entgegenschlägt …“
Die überwiegenden Dreharbeiten fanden in den Ateliers von Studio Babelsberg in Potsdam statt, in dem die Karriere von Marlene Dietrich mit ihrem ersten Film Der blaue Engel 1929 begann und in dessen Nachbarschaft sie in der Villenkolonie Neubabelsberg wohnte. In der Marlene-Dietrich-Halle genannten Mittelhalle auf dem Studiogelände wurden zahlreiche Motive aus dem Film nachgebaut, so zum Beispiel die Zugabteile in den Waggons während ihrer Reisen oder ihre Villa in Los Angeles inklusive Garten und Swimmingpool. Weitere Drehorte waren Berlin, Paris, Ardennen, Österreich, Los Angeles, München, New York, Salzburg, Gaschurn, Hamburg.

## Kritiken
„[…] durchaus eine gut fotografierte, opulent ausgestattete und weitgehend liebevoll gemachte rund zweistündige Unterhaltung in schönen und teilweise atmosphärisch dichten Bildern geworden. Katja Flint ist eine überzeugende Hauptfigur: Die Ähnlichkeit mit der echten Dietrich ist in manchen Szenen geradezu verblüffend.“

„Auf der Grundlage des Buchs von Marlene Dietrichs Tochter Maria Riva entstand ein oberflächlicher Unterhaltungsfilm, dem es in keinem Moment gelingt, der Figur der Marlene Dietrich Leben einzuhauchen und die Faszination ihrer Erscheinung plausibel zu machen. Vor allem die unter dem Druck der episodischen Hektik arg plakativ ausgefallenen Dialoge sowie die holzschnittartige, weitgehend nur an Äußerlichkeiten interessierte Regie stehen dem im Wege.“

„Die Akteure in Marlene sind bis in die Nebenrollen allererste Wahl und tragen zu zwei sehr unterhaltsamen Stunden bei.“

## Auszeichnungen
- 2000: Hollywood Discovery Award beim Hollywood Filmfestival
- 2000: Gilde-Filmpreis in Silber